# メトロポリタン生命保険会社タワー
メトロポリタン生命保険会社タワー（メトロポリタンせいめいほけんがいしゃタワー、Metropolitan Life Insurance Company Tower）は、アメリカ合衆国ニューヨークに建つ超高層ビルである。メトロポリタンライフ・タワー (Metropolitan Life Tower) またはメットライフ・タワー (Met Life Tower) とも呼ばれる。

## 概要
ニューヨーク市マンハッタンのマディソン街とパークアベニュー・サウスの間の東23丁目、マディソン・スクエア公園の側に建つ。設計は建築事務所Napoleon LeBrun & Sons、建設はHedden建設会社が担当した。このビルはイタリア ベニスの鐘楼をモデルにしてデザインされた。1909年に竣工し、2005年までメトロポリタン生命（現在のメットライフ）の本社ビルとして機能していた。また、ウールワースビルが完成する1913年までの三年間、世界で一番高いビルであった。現在、このビルの一部の時計塔の住所はマディソン街5号である。その前にクレディ・スイスがビルを構えていたときは、マディソン街1号であった。
このビルは1972年にアメリカ合衆国国家歴史登録財に追加され1978年にアメリカ合衆国国定歴史建造物に、1989年にニューヨーク市指定歴史建造物に指定された。

## メトロポリタン生命北館
1920年代後半、メットライフ社の事業拡大に伴って、1909年に建てられたメットライフ・タワーと1919年に建てられた北別館ではオフィスをまかないきれなくなっていた。そこでメットライフ・タワーの北側へのオフィス拡張が計画された。当初は100階建てのビルtelescoping towerの計画も出されたが、1929年の恐慌により計画は大幅縮小を余儀なくされた。こうして1950年、計画の100階建てビルのうち32階建ての土台部分が北館として完成した。
メトロポリタン生命本社コンプレックス (Metropolitan Life Home Office Complex) は1996年1月19日にアメリカ合衆国国家歴史登録財へ登録された。

## ポピュラーカルチャーにおけるタワー
- テレビアニメシリーズのフューチュラマにおいて、未来のこのタワーが描かれている。そこではより幅が広くなっていて時計がデジタルに置き換わっている。

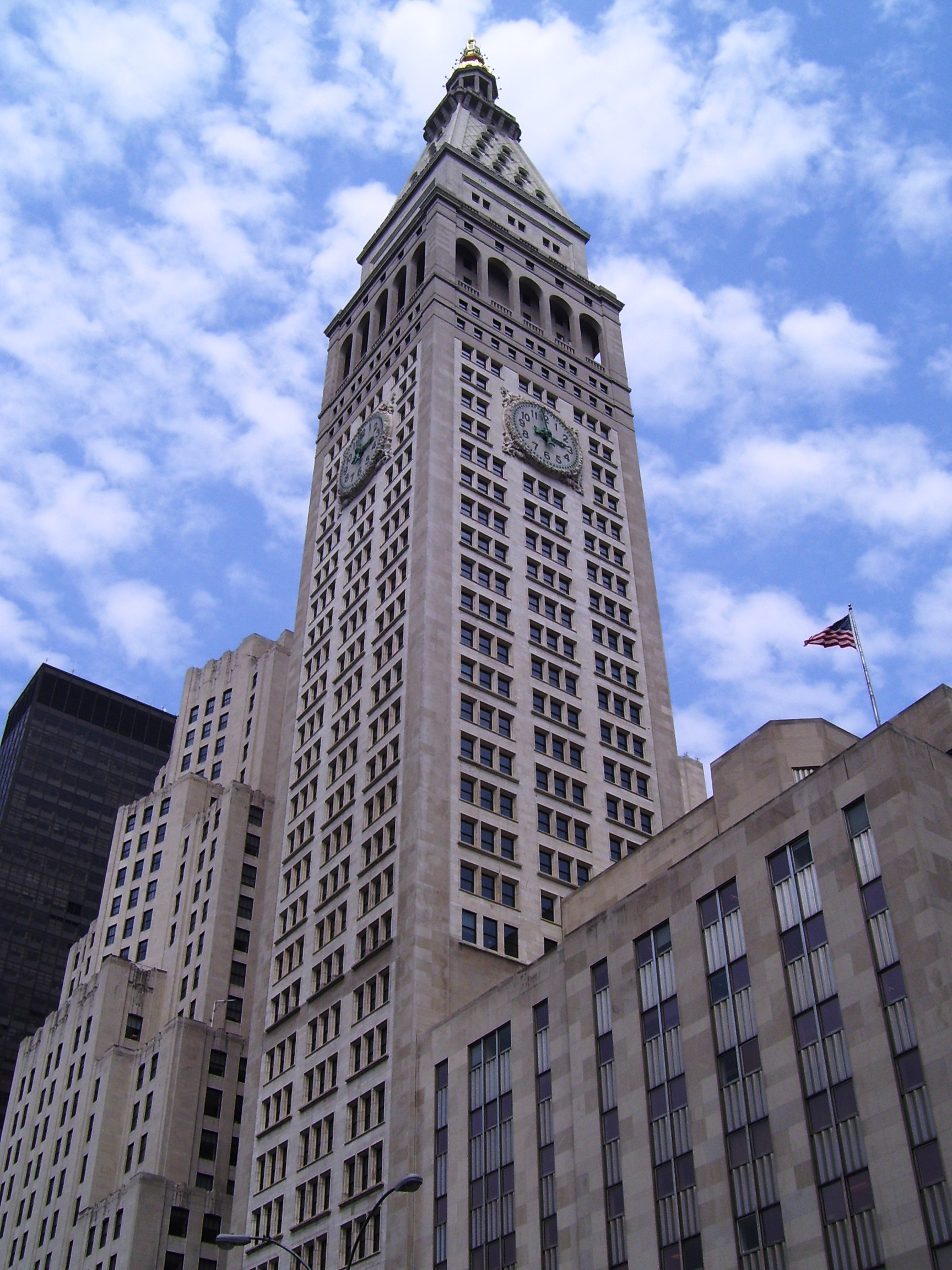
下から見上げたビル
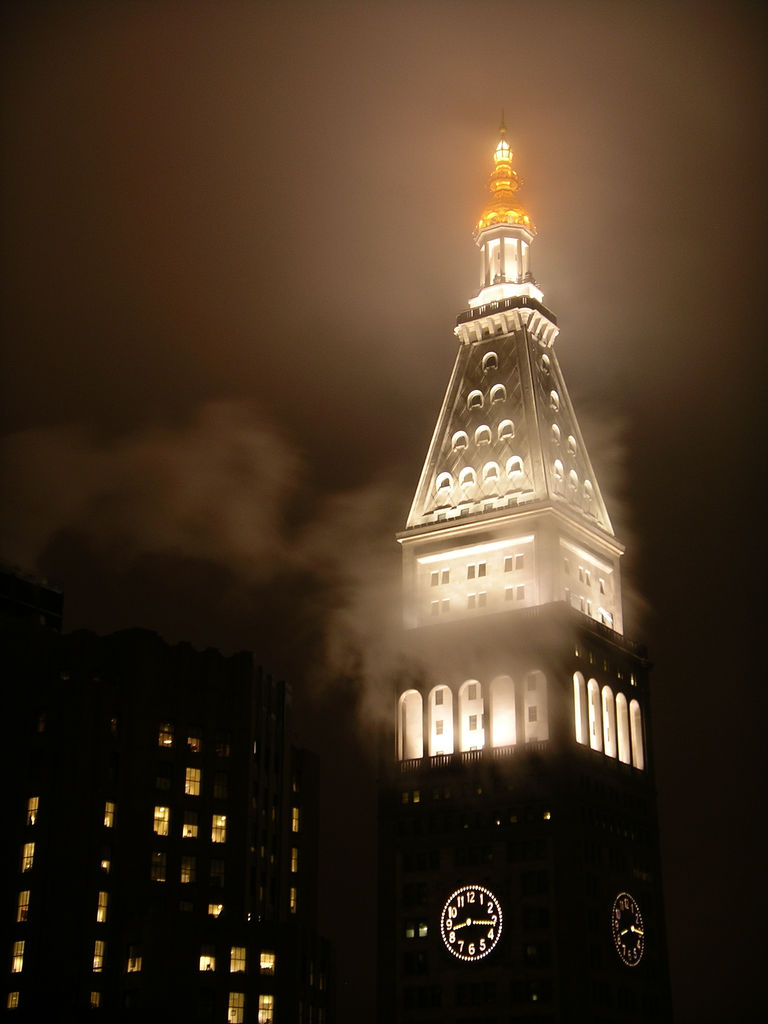
霧のかかった夜景
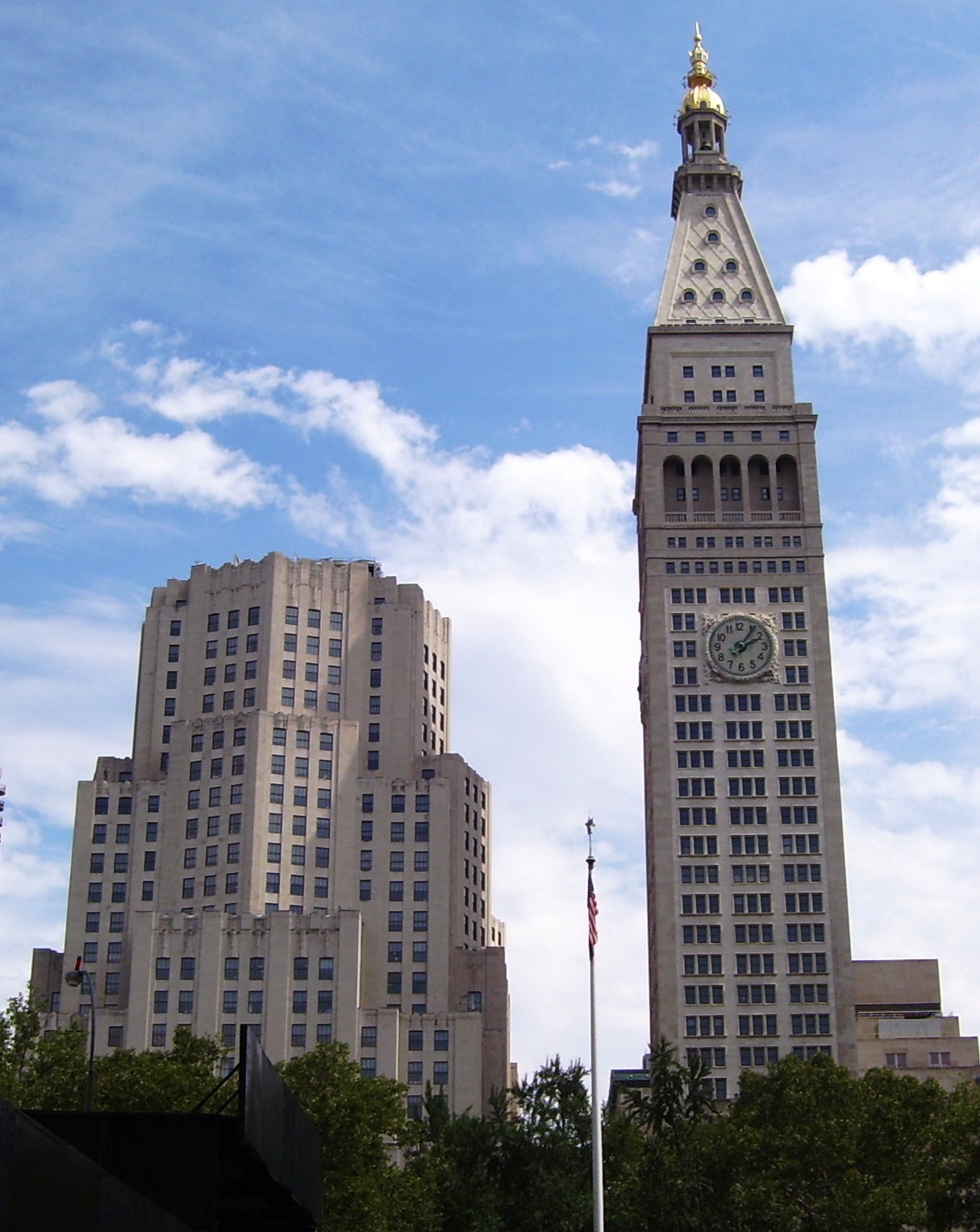
メットライフ北館とメットライフタワー